# Palaeosepsis golovastik
Palaeosepsis golovastik är en tvåvingeart som beskrevs av Ozerov 2004. Palaeosepsis golovastik ingår i släktet Palaeosepsis och familjen svängflugor.
Artens utbredningsområde är Ecuador. Inga underarter finns listade i Catalogue of Life.